# Крістіна Нільссон
Крістіна Нільссон, графиня де Каса Міранда (швед. Kristina Nilsson; 20 серпня 1843, Ведерслев — 20 листопада 1921, Векше) — шведська оперна співачка (сопрано). Вона володіла блискучою технікою бельканто й вважалася суперницею знаменитої діви Вікторіанської епохи Аделіни Патті. 

## Біографія
У 1864 році дебютувала з блискучим успіхом у Парижі в Théâtre Lyrique. Її світлий, легкий голос особливо яскравого тембру, оригінальний стиль виконання, точність вокалізації справили величезне враження на парижан, улюбленицею яких незабаром вона стала. Нільссон виступала в «Чарівній флейті», «Марті», «Дон Жуані»; запрошена в Grand-Opéra, створила роль Офелії в «Гамлеті» Тома. З таким же успіхом співала в Лондоні.
У 1872-85 роках гастролювала в Петербурзі та Москві. Про суспільний резонанс цих гастролей свідчать неодноразові згадки Нільссон у романі Л. М. Толстого «Анна Кареніна». 
У 1869 р. Нільссон стала членкинею Шведської королівської академії музики.